# 沙洛特鎮區 (北卡羅萊納州不倫瑞克縣)
沙洛特鎮區（英語：Shallotte Township）是位於美國北卡羅萊納州不倫瑞克縣的一個鎮區。

## 地方資料
沙洛特鎮區的面積為301.99平方千米，當中陸地面積為301.83平方千米，而水域面積為0.16平方千米。根據2020年美國人口普查的數據，當地共有人口32500人，而人口密度為每平方千米107.62人。